# Trešnjevka-sjever
Trešnjevka-sjever (Trešnjevka-norr) är en stadsdel i Zagreb i Kroatien. Stadsdelen har 55 342 invånare (2011) och en yta på 5,83 km2. Tillsammans med Trešnjevka-jug (Trešnjevka-syd) utgör stadsdelen en del av det historiska området Trešnjevka.  

## Geografi
Trešnjevka-sjever ligger i västra Zagreb och gränsar till den centrala stadsdelen Donji grad (Nedre staden) i nordöst, Trnje i sydöst, Trešnjevka-jug i söder, Stenjevec i väster och Črnomerec i norr. Stadsdelen ligger på låglänt terräng och är till största del bebyggd. Sedan 1990-talet har området förändrats i allt större utsträckning. De låga husen har bytts ut mot större och högre byggnader.

## Lista över lokalnämnder
I Trešnjevka-sjever finns 10 lokalnämnder (mjesni odbori) som var och en styr över ett mindre område;
- "Antun Mihanović"
- Ciglenica
- "Dr. Ante Starčević"
- Ljubljanica
- "Nikola Tesla"
- Pongračevo
- Rudeš
- "Samoborček"
- "Silvije Strahimir Kranjčević"
- Stara Trešnjevka

### Fotnoter
1. ↑  ”Census of Population, Households and Dwellings 2011, First Results by Settlements” (på engelska och kroatiska) ( PDF). Kroatiska statistiska centralbyrån. Arkiverad från originalet den 19 augusti 2014. https://web.archive.org/web/20140819030849/http://www.dzs.hr/Hrv_Eng/publication/2011/SI-1441.pdf. Läst 6 april 2013.
2. ↑  Zagreb.hr – Zagrebs officiella webbplats (kroatiska)
3. ↑  Zagreb.hr – Zagrebs officiella webbplats (kroatiska)